# Notolomatia albicincta
Notolomatia albicincta är en tvåvingeart som först beskrevs av Hesse 1956.  Notolomatia albicincta ingår i släktet Notolomatia och familjen svävflugor. Inga underarter finns listade i Catalogue of Life.